# Thomas Barkemeier
Thomas Barkemeier (* 1958) ist ein deutscher Schriftsteller von Reiseliteratur für Asien.
Barkemeier studierte Geschichte, Politik und Philosophie. Er begann mit Reisen nach Asien im Jahr 1982, Indien besuchte er das erste Mal 1987. Heute arbeitet Thomas Barkemeier auch als Reiseleiter in Asien.

## Werke
- Merian Live: Thajsko (Thailand). Vašut, Prag 2004, ISBN 80-7236-282-8
- Kerala mit Mumbai und Madurai. Reise Know-How Verlag Rump. Bielefeld 2003, ISBN 3-8317-1004-X
- Indien, Der Norden. 5. Auflage. Reise Know-How Verlag Rump. Bielefeld, 2004, ISBN 3-8317-1213-1
- Vista-Point-Reiseführer: Vietnam. Vista-Point-Verlag, Köln 2008, ISBN 978-3-88973-274-3